# Silene vulgaris subsp. vulgaris
Silene vulgaris subsp. vulgaris é uma subespécie de planta com flor pertencente à família Caryophyllaceae. 
A autoridade científica da subespécie é (Moench) Garcke, tendo sido publicada em Fl. N. Mitt.-Deutschland ed. 9 64 (1869).
Os seus nomes comuns são bermim, erva-cucubalus, erva-traqueira, erva-tranqueira, orelha-de-boi ou rilha-de-boi.

## Portugal
Trata-se de uma subespécie presente no território português, nomeadamente em Portugal Continental, no Arquipélago dos Açores e no Arquipélago da Madeira.
Em termos de naturalidade é nativa de Portugal Continental e do Arquipélago dos Madeira e introduzida no Arquipélago dos Açores.

## Protecção
Não se encontra protegida por legislação portuguesa ou da Comunidade Europeia.